# Until Dawn (film)
Until Dawn – amerykański horror survivalowy z 2025 roku wyreżyserowany przez Davida F. Sandberga na podstawie gry wideo z 2015 roku o tym samym tytule.

## Fabuła
Rok po zaginięciu Melanie, jej siostra Clover i jej przyjaciele udają się w poszukiwania. Przeszukując opuszczone centrum dla zwiedzających, odkrywają, że są prześladowani przez zamaskowanego zabójcę. Po tym jak zostają zamordowani wracają na początek tego samego wieczoru. Muszą przetrwać noc albo staną się jej częścią. 

## Obsada
- Ella Rubin jako Clover
- Michael Cimino jako Max
- Odessa A’zion jako Nina
- Ji-young Yoo jako Megan
- Belmont Cameli jako Abe
- Maia Mitchell jako Melanie
- Peter Stormare jako Dr Hill
- Willem van der Vegt jako błagający mężczyzna[5]

## Produkcja
W styczniu 2024 roku ogłoszono, że Screen Gems i PlayStation Productions opracowują adaptację live-action opartą na grze wideo Until Dawn. W czerwcu do obsady dołączyli Ella Rubin, Michael Cimino, Ji-young Yoo i Odessa A'zion w nieujawnionych rolach. W sierpniu obsadzono Maię Mitchell i Belmonta Cameli. Peter Stormare powtórzy swoją rolę dr. Alana J. Hilla z gry wideo. Zdjęcia rozpoczęły się w Budapeszcie 5 sierpnia 2024 roku. Zdjęcia zakończyły się 4 października 2024 roku. Muzykę do filmu skomponował Benjamin Wallfisch.  